# Namika
Namika, pseudonimo di Hanan Hamdi, anche nota come Hän Violett (Francoforte sul Meno, 7 settembre 1991), è una cantante e rapper tedesca di origini marocchine.

## Biografia
Namika nacque il 7 settembre 1991 a Francoforte sul Meno da genitori berberi provenienti dalla città marocchina di Nador. Inoltre Namika ha origini greche.
Ha pubblicato il suo album di debutto, Nador, il 21 luglio 2015. L'album include il suo primo singolo, Lieblingsmensch. A fine luglio 2015 l'album ha raggiunto la tredicesima posizione nelle classifiche degli album tedeschi. Il singolo Lieblingsmensch ha debuttato alla ventisettesima posizione nelle classifiche tedesche ed è arrivato alla prima dopo otto settimane.
Namika ha pubblicato sette video musicali, tra cui la canzone Na-Mi-Ka, che è nel suo EP Hellwach. Namika ha interpretato una versione appositamente modificata della sua canzone Hellwach (ING: Wide Awake) nel Bundesvision Song Contest 2015. Il brano è stato prodotto dal produttore tedesco Beatgees, che ha anche prodotto per Lena, Curse e Ann Sophie. Alla fine della competizione, il 29 agosto 2015, la canzone aveva raggiunto il settimo posto.
Nel 2018, Namika ha cantato Je ne parle pas français che ha raggiunto il primo posto nelle classifiche tedesche dei singoli. Il 1 ° luglio seguente ha pubblicato il suo secondo album in studio, Que Walou.
Nel 2023 era in programma la pubblicazione di un terzo album, Wie geht's dir, accompagnato da un tour. Tuttavia, la cantante sui social ha fatto sapere che il tour era annullato, lasciando ovviamente intendere che l'album non sarebbe stato pubblicato.

## Discografia

### Album in studio
- 2015 - Nador (Jive/Sony)
- 2018 - Que walou (Jive/Sony)

### EP
- 2015 - Heelwach (Jive/Sony)
- 2018 - Live @ Deluxe Music Session (Jive/Sony)

### Mixtape
- 2013 - Flow zum gesang

### Singoli
- 2015 - Nador
- 2015 - Wenn sie kommen
- 2015 - Na-Mi-Ka
- 2015 - Lieblingsmensch
- 2015 - Hellwach
- 2016 - Kompliziert
- 2018 - Ahmed (1960-2002)
- 2018 - Que walou
- 2018 - Je ne parle pas français
- 2018 - Ich will dich vermissen
- 2018 - Zirkus
- 2022 - Globus
- 2022 - Touché
- 2023 - Liebe ist...

## Premi
- 1Live Krone 2015: Nominata come "Best Female Artist"